# ビセンテ・ブラスコ・イバニェス
ビセンテ・ブラスコ・イバニェス（Vicente Blasco Ibáñez, 1867年1月29日 - 1928年1月28日）はスペインの作家。反王制運動のために30回投獄される政治的活動のかたわら小説を執筆、闘牛を題材にした『血と砂』、第一次世界大戦を舞台にした『黙示録の四騎士』などで世界的に知られる。ブラスコ・イバーニェス、 ブラスコ・イバニエス表記もある。

## 生涯

### 郷土小説の時代
バレンシアに生まれ、この町の大学で学び、法学士となる。この間一時マドリードへ行き、人気作家フェルナンデシ・ゴンサーレスの口述筆記や代筆などもしていた。19歳の時に、第一共和政の樹立者ピ・イ・マルガーリョを師とする共和主義者として活動するようになり、1889年にボルボン王朝への反抗運動が失敗して政府からの弾圧に遭い、パリに亡命し、そこで『イスパニヤ革命史』『パリ、一亡命者の印象』執筆。1891年の特赦でバレンシアに戻り、政治運動に没入し、『平民新聞』に数多く論文や社説を執筆、短編小説にも手を染め、小説は後に『バレンシア物語』などにまとめられた。続いて中編の郷土小説「米と抱え車」「五月の花」、長編『草屋根の家』を連載し、文学界で注目を受けた。
1895年に革命計画が失敗してイタリアに亡命、旅行中に書いたエッセイ「芸術の国から」も『平民新聞』に掲載された。その後帰国し、反王政運動に加わって6ヶ月の懲役刑を受けるが、バレンシア州の国会議員に選出されたため、刑の執行は赦された。そしてバレンシアを舞台にした『蜜柑の郷』『葦と泥』などを執筆する。やがてマドリードに移り、社会主義的傾向を持つ『伽藍』『闖入者』『酒蔵』など、またスペイン各地を取材し、闘牛士の栄光と悲劇を描いた『血と砂』が評判となり、のちにルドルフ・ヴァレンティノ主演で映画化された。また東部ヨールッパを旅行し、旅の印象を綴ったエッセイをマドリード、ブエノスアイレス、メキシコなどの新聞に発表した。

### アメリカ移住と大戦

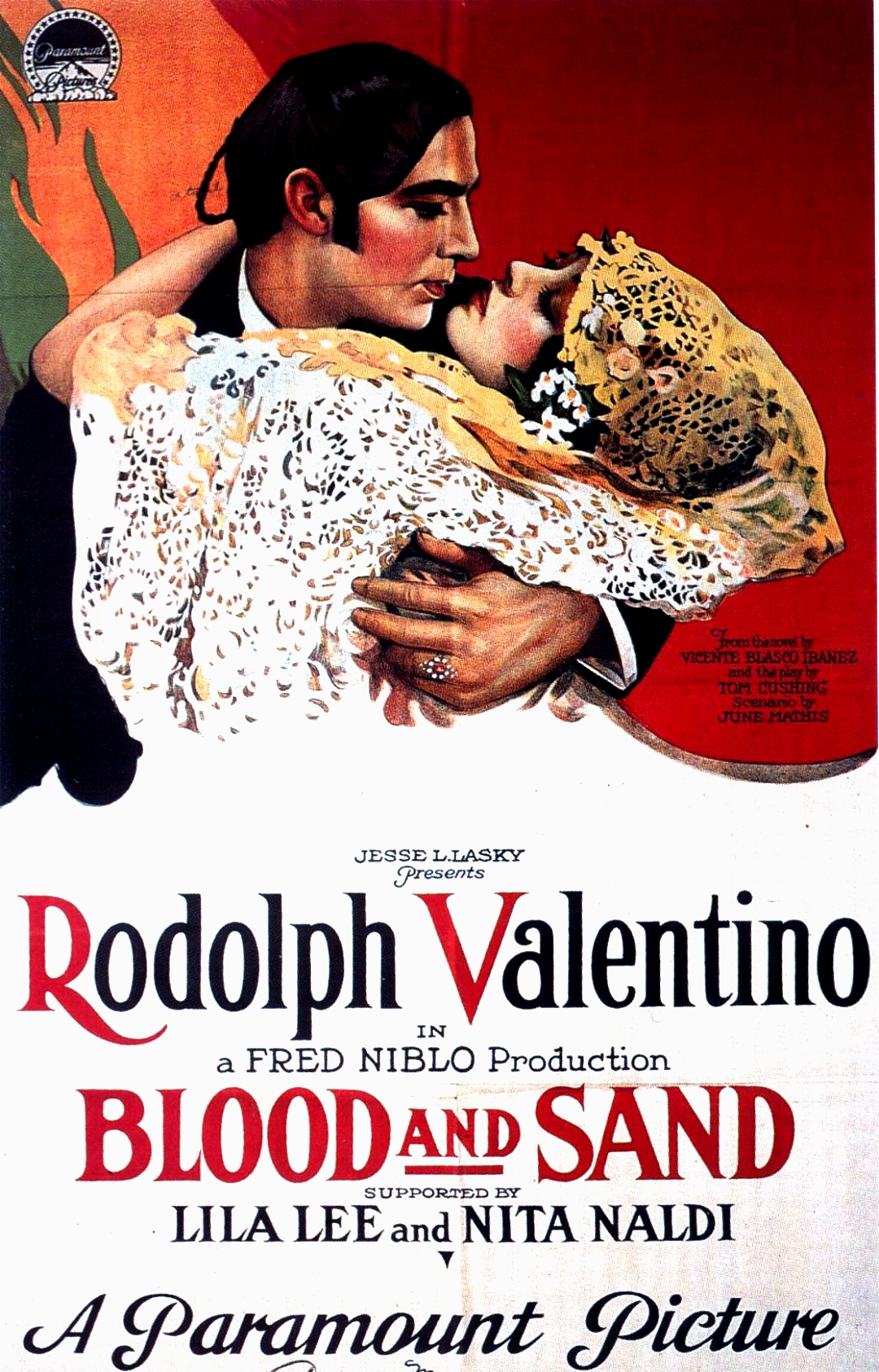
映画『血と砂』(1922年)のポスター

1909年に招待されて、アナトール・フランスとともにブエノスアイレスに講演旅行へ旅立ち、大歓迎を受け、パラグアイ、チリなどを巡って帰国する。次いでアルゼンチンのリオ・グランデに土地を買って移り住み、アルゼンチンの開拓に臨んだが、資金を使い果たして1913年に帰国する。この時に土地の処分を託した銀行家を巡る訴訟に巻き込まれたが、自身はこれに関わらず、1921年に勝訴となっている。
1914年に南米を題材にした『アルゴス丸乗組員』を発表するが、第一次世界大戦の勃発後はフランス側の立場での文章を数多く執筆し、『1914年世界大戦史』を書き始める。続いて1916年に『黙示録の四騎士』を発表、すぐに大評判になり、英語訳はたちまち200版を重ね、『イラストレイテド・ロンドン・ニュース』紙は「古来印刷された書物のうち、聖書をのぞいて、もっとも多く読まれた作品」と書き、アメリカの世論を参戦へと決定付けたとも言われた。次いで『われらの海』『女性の敵』と大戦三部作と呼ばれる作品を発表。
1919年にイスパニヤ協会に招かれてコロンビア大学をはじめ全米各地で講演。ジョージ・ワシントン大学では、名誉文学博士の称号を授けられた。北米ではメキシコ大統領ベヌスティアーノ・カランサにも招かれ、この時に見聞した国情を書いた文章を各新聞に発表し、『メキシコの軍国主義』としてまとめられた。

### 晩年と没後
帰国後は南フランスのマントンに住むが、1923年から世界一周旅行に出発、日本では翻訳者である永田寛定の紹介で講演を行った。マントンに戻ってからは『女王カラフィヤ』など『アルゴス丸乗組員』に続くアメリカもの小説を書き始める。しかしミゲル・プリモ・デ・リベーラ将軍のクーデター及び軍閥独裁制への反対闘争に加わり、『イスパニヤのために』他数多くの小冊子類の執筆に精力を傾けた。
その後は歴史小説『海の法王』『美神のみまえに』などを執筆。やがて持病の糖尿病に気管支炎を併発し、1928年に死去、マントンの墓地に葬られた。第二共和制後に功績をたたえられて切手の肖像にもなり、遺骸は1933年に、共和国海軍の戦艦によってバレンシアに運ばれ、市民墓地の非カトリック者のための区画に埋葬された。墓銘碑には、バレンシアに帰省した際の市民の歓迎への挨拶から「願わくば、わが夢を育み満たせしわれらが海のかたえ、バレンシアのいとつましき奥城に安らぎて、わが骸はわがいとしき愛の血バレンシアの土と化さん 1921.5.2」と刻まれている。
イバニェスはフランコ時代には評価されずにいたが、1975年のフランコ死後には再評価され、顕彰碑も作られて、『葦と泥』がベストセラーに名を連ねるようになった。

## 作品

### 郷土文学

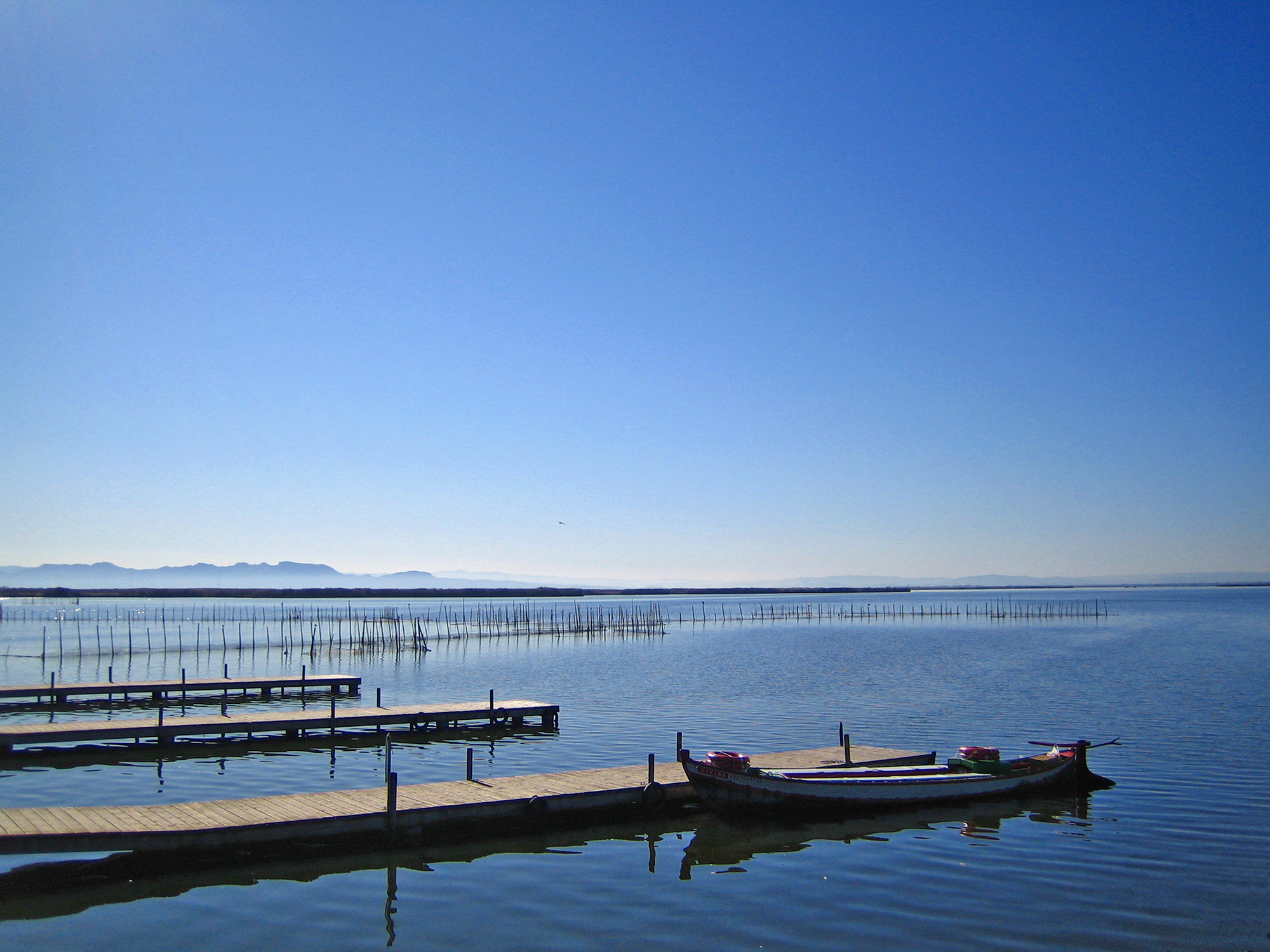
『葦と泥』の舞台となったアルブフェーラ湖

初期の小説は、自身の出身地バレンシア地方を舞台にし、ゾラなどのフランス自然主義の影響を受けた郷土文学だが、「作者が率直であればあるだけ、読むのに骨が折れない」という信条をもとに、簡明率直な表現をおこなった。報告文学とも呼ばれ、バレンシア地方のアルブフェーラ湖の漁師や農民の暮らしと、キューバでの米西戦争帰りの男を描いた『葦と泥』執筆の際は、この地に滞在してその生活を体験し、この地方の歴史や伝説、年中行事なども作中に込めている。

### 社会小説
国会議員としてマドリードに住むようになると、国内各地に取材して階級闘争を扱った作品を書くようになる。その後、単にスペイン民族の生活を題材にした作品へと移り、『血と砂』が代表的な作品。

### 大戦小説
南米での開拓事業に挫折して帰国してアメリカ諸国を題材にした作品を予定したが、第一次世界大戦が勃発してフランスによる中南米への宣伝活動を行うとともに、『黙示録の四騎士』に始まる大戦三部作などを発表し、世界的名声を得た。

### 世界各地小説
アメリカ、メキシコなどを講演で回り、それからは『アルゴス丸乗組員』に続くアメリカ大陸各地を題材にした『女の楽園』などを執筆する。世界周遊の旅から帰国するとスペインはプリモ・デ・リベラによる独裁政治となっており、反対闘争を行いながら、地中海各地に取材した歴史小説風の作品、『海の法王』などを執筆する。

### 歴史小説
遺作となった『アジアの大帝を求めて』『聖母の騎士』の2作。

### 作品リスト

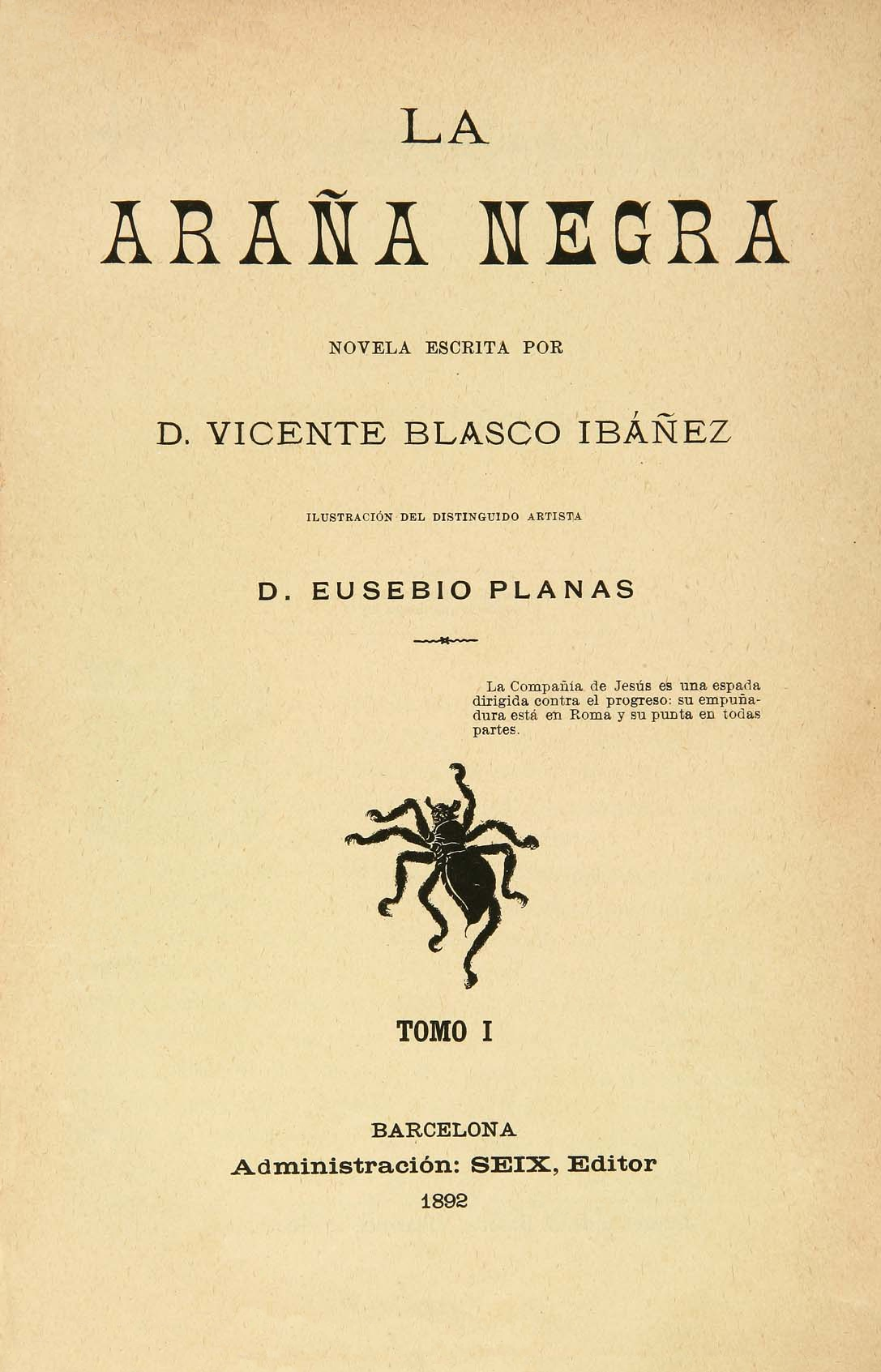
La araña negra (1892),

- ¡Por la patria! Romeu el Guerrillero. (1888)
- 『イスパニヤ革命史』Historia de la Revolución Española: Desde la Guerra de la Independencia a la Restauración de Sagunto. 1804-1874.（全3巻）(1890-1892)
- La araña negra（全2巻）. 1892
- El catecismo del buen republicano federal（全2巻）. 1892
- ¡Viva la República! Novela histórica. 1893
- 『パリ、一亡命者の印象』París, impresiones de un emigrado. 1893
- 『米と抱え車』Arroz y tartana. 1894
- 『五月の花』Flor de mayo. 1895
- 『芸術の国から』En el país del arte (Tres meses en Italia). 1896
- 『バレンシア物語』Cuentos valencianos. 1896（短編集）
- 『草屋根の家』La Barraca. 1898
- 『蜜柑の郷』Entre naranjos. 1900
- 『死刑をくう女』La condenada. 1900（短編集）
- Sónnica la cortesana. 1901
- 『葦と泥』Cañas y barro. 1902
- 『伽藍』La catedral. 1903
- 『闖入者』El intruso. 1904
- 『酒蔵』La bodega. 1905
- La horda. 1905
- 『裸体の美女』La maja desnuda. 1906
- 『東方紀行』Oriente. 1907
- La voluntad de vivir. 1907, 1953刊行
- 『血と砂』Sangre y arena. 1908
- 『死者の命令』Los muertos mandan. 1909
- 『ルナ・ベナモール』Luna Benamor. 1909（短編集）
- 『アルゼンチンとその偉観』Argentina y sus grandezas. 1910
- 『アルゴス丸乗組員』Los argonautas. 1914
- 『1914年世界大戦史』Historia de la guerra europea.（全9巻）1914-1921
- 『黙示録の四騎士』Los cuatro jinetes del Apocalipsis. 1916
- 『われらの海』Mare Nostrum. 1918
- 『女性の敵』Los enemigos de la mujer. 1919
- 『メキシコの軍国主義』El militarismo mejicano. 1920
- El préstamo de la difunta. 1921（短編集）
- 『女の楽園』El paraíso de las mujeres. 1922
- La Tierra de Todos. 1922
- 『女王カラフィヤ』La Reina Calafia. 1923
- Novelas de la Costa Azul. 1924（短編集）
- 『一小説家の世界周遊記』La vuelta al mundo de un novelista.（全3巻） 1924-1925
- Una nación secuestrada (El terror militarista en España). 1924
- Lo que será la República española (Al país y al ejército). 1925
- Por España y contra el rey (Alfonso XIII desenmascarado). 1925
- 『海の法王』El papa del mar. 1925
- 『美神のみまえに』A los pies de Venus: los Borgia. 1926
- 『愛と死の小説集』Novelas de amor y de muerte. 1927（短編集）
- 『聖母の騎士』El caballero de la Virgen (Alonson de Ojeda). 1929（没後刊行）
- 『アジアの大帝を求めて』En busca del Gran Khan (Cristóbal Colón). 1929（没後発表）
- El fantasma de las alas de oro. 1930（没後発表）
- La condenada y otros cuentos. 1979（没後編集）

### 主な邦訳書
- 『黙示録の四騎手』Los cuatro jinetes del Apocalipsis 三浦関造訳、天佑社、1921年
- 『小屋』小野浩 訳. 冬夏社 1922
- 『落日 西班牙小説』 (世界パンフレット通信) 浦沢一男訳. 世界思潮研究会 1923
- 『五月の花』 (泰西最新文芸叢書）岡部壮一訳. 新潮社,1924
- 『血と砂』鈴木厚訳. 改造社 1924
- 『死刑をくふ女』 (海外文学新選) 永田寛定訳. 新潮社 1924
- 『女性の敵』矢口達訳. 朝香屋書店,1924
- 『裸体の女』中代富士男訳 精華堂書店 1924
- 『メイ・フラワア号 (アルス・ポピュラアー・ライブラリー) 村上啓夫訳. アルス 1924
- 『五月の花』浦沢一男訳. 報知新聞社出版部, 1924
- 『イバニヱス傑作集』中河幹子訳. 聚英閣 1924
- 『葦と泥 付バレンシア物語』Cañas y barro 高橋正武訳、岩波書店〈岩波文庫〉、1952年。
- 『死刑をくふ女』La condenada 永田寛定訳、新潮社、1924年。
- 『血と砂』Sangre y arena 永田寛定訳、春陽堂、のち岩波書店〈岩波文庫〉、1939年。 / 会田由訳、河出書房新社〈世界文学全集〉、1958年。
- 『われらの海』Mare nostrum 永田寛定訳、岩波書店〈岩波文庫〉、1955年。
- 『女人の敵』山本春樹 訳. 啓発社 1928
- 『地中海 外三篇』永田寛定訳 世界文学全集 新潮社 1930
- 『黙示録の四騎士』 (世界名作文庫) 中山鏡夫 訳. 春陽堂, 1933

## 映像化作品
- 『黙示録の四騎士』1921年、アメリカ
- 『血と砂』 1922年、アメリカ
- 『女性の敵』 1923年、アメリカ
- 『歓楽の唇』 1924年、アメリカ
- 『アルゼンチン情話』 1924年、アメリカ
- 『我等の海』 1926年、アメリカ
- 『イバニエスの激流』 1926年、アメリカ（原作『蜜柑の郷』）
- 『明眸罪あり』 1926年、アメリカ
- 『血と砂』 1941年、アメリカ
- 『黙示録の四騎士』1961年、アメリカ
- 『血と砂』1989年、スペイン